# Bornheimer Spargel

Das EU-Gemeinschaftszeichen für Produkte mit geschützter geografischer Angabe (g.g.A.)

Bornheimer Spargel ist ein Gemüsespargel aus dem Anbaugebiet Bornheim, dem 2014 von der Europäischen Union Herkunftsschutz unter dem Titel  geschützte geographische Angabe (g.g.A., engl. PGI) verliehen wurde.

## EU-Verfahren
Die 2005 gegründete Erzeugervereinigung Verein Bornheimer Spargelanbauer hat am 17. März 2010 den Antrag auf Unterschutzstellung gestellt, dem nach Prüfung durch die Kommission am 2. Oktober 2013 durch die Veröffentlichung im Amtsblatt stattgegeben wurde. Nachdem kein Widerspruch eingereicht wurde, wurde die Angabe am 14. März 2014 eingetragen.

## Anbaugebiet

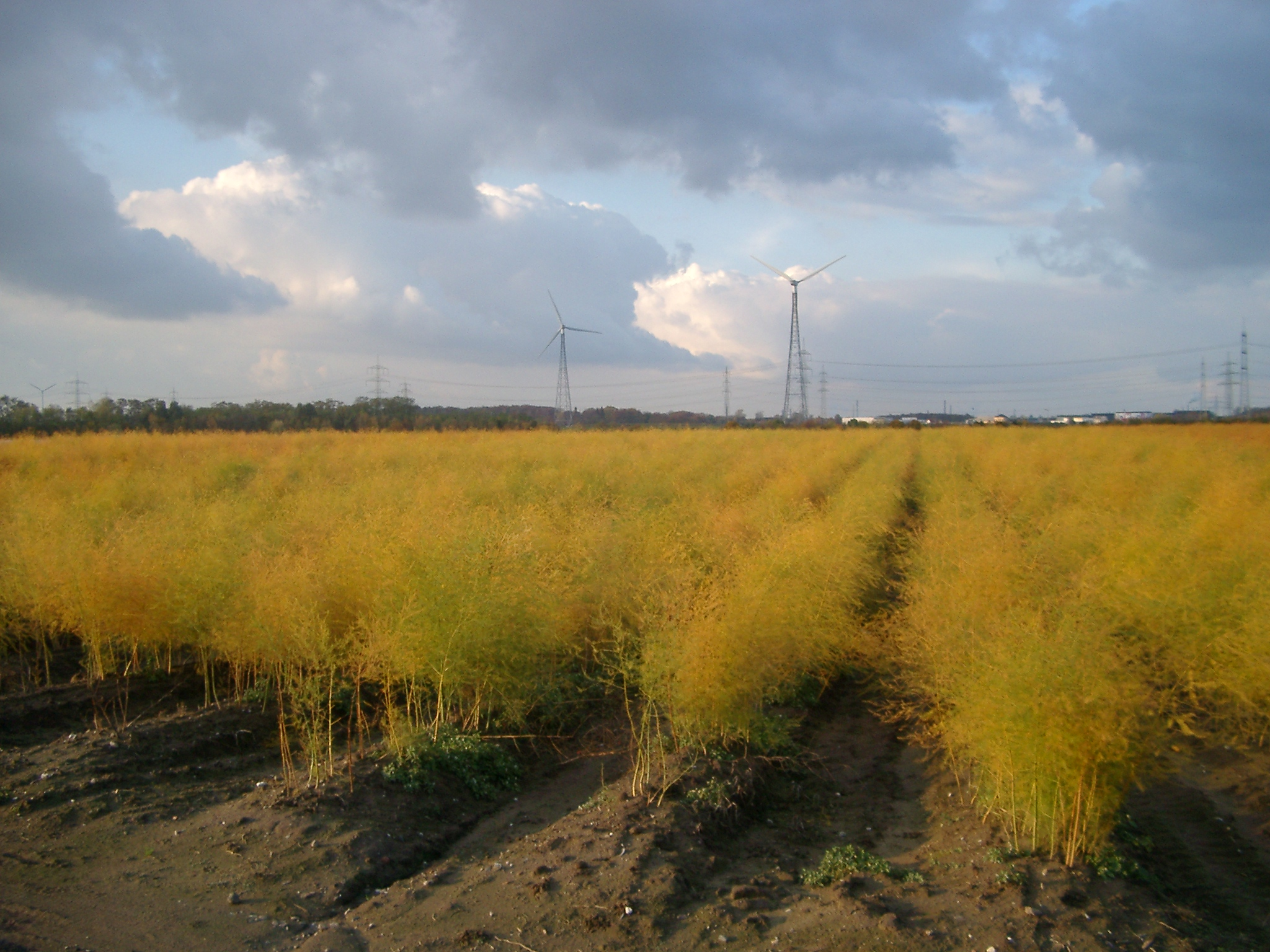
Spargelfeld um Bornheim nach der Ernte
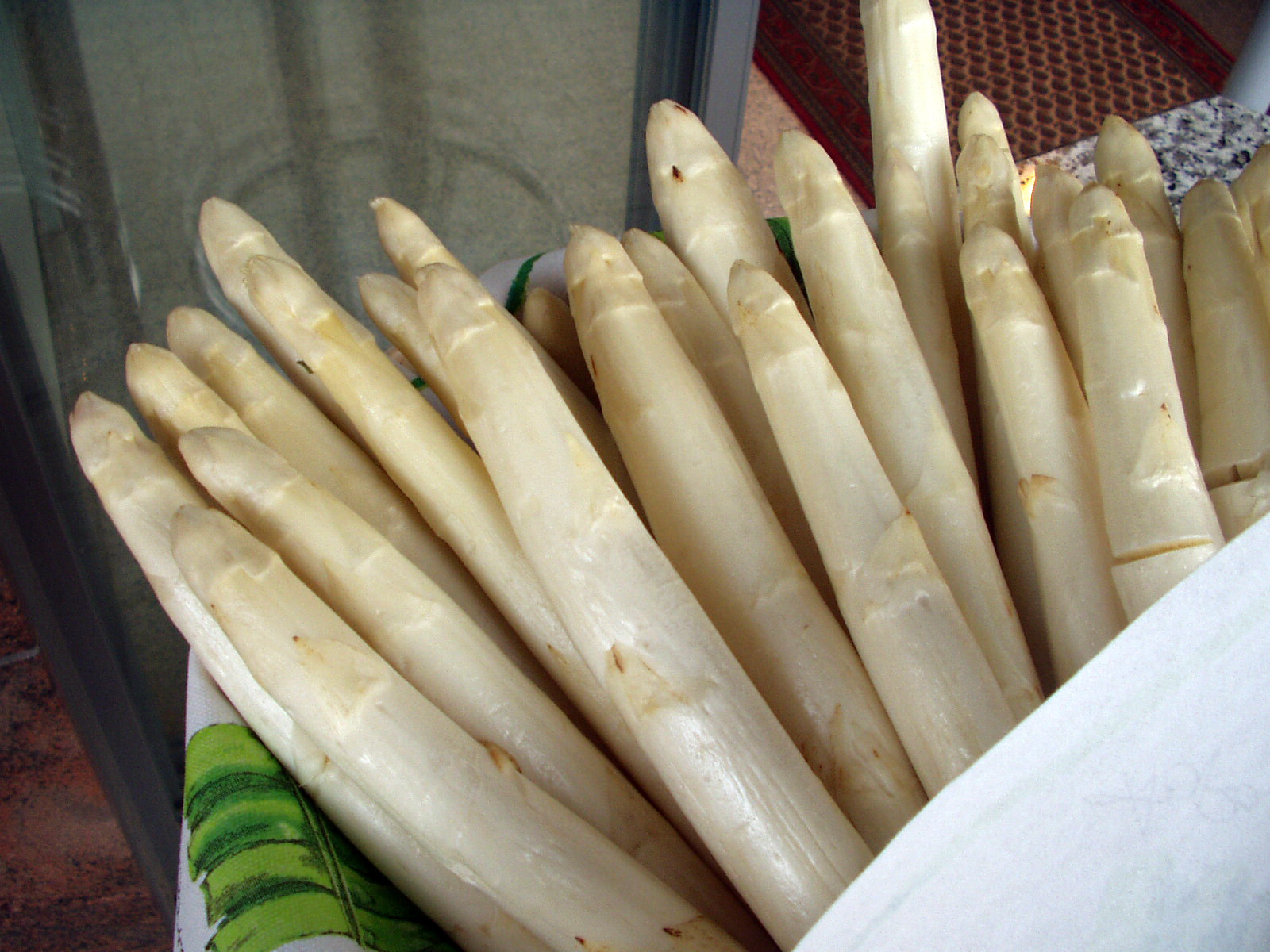
Frischer Spargel
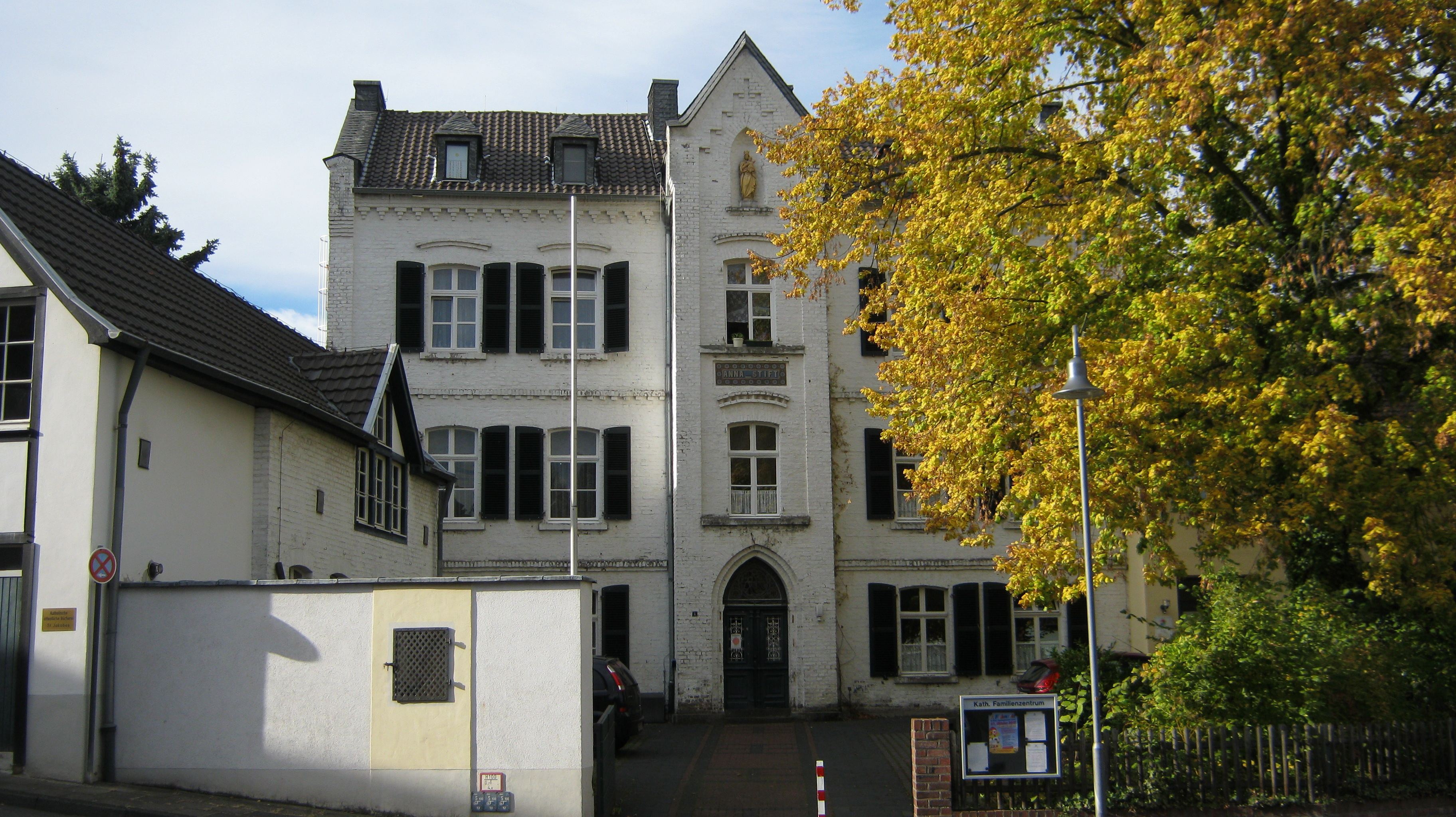
Ehemaliges Annenkloster in Alfter

Das Anbaugebiet ist streng umgrenzt und reicht vom Schlosspark Brühl entlang der Landesstraße 183 am Fuße des Vorgebirges bis nach Bonn und schließt dabei dort die Gemarkungen der Stadtteile Graurheindorf, Buschdorf, Tannenbusch, Dransdorf und Lessenich/Meßdorf ein. Die östliche Grenze bildet die Rodenkirchener Straße, das Gelände der Wesselinger Rheinland Raffinerie und die Urfelder Aue.

## Besonderheiten

### Klima und Boden
Das Vorgebirge und die anschließenden Teile der Köln-Bonner Ackerebene auf der Mittel- und Niederterrasse des eiszeitlichen Rheins im südlichen Zipfel der Kölner Bucht liegen in einem besonderen klimatischen Gunstgebiet. Die vorherrschenden Westwinde erzeugen im Lee der Eifel und des Vorgebirges einen geringen Föhn-Effekt. Auch die Niederschläge sind deshalb ausreichend, aber nicht übermäßig. Verwirbelungen haben über die Jahrhunderte, besonders in den vegetationsarmen Kaltzeiten Löß abgelagert, der in Verbindung mit den sandigen Böden sowohl eine gute Abtrocknung und damit frühe Erwärmung als auch gute Fruchtbarkeit generiert.

### Tradition im Gemüseanbau
Obwohl wohl schon die Römer den Spargel ins Rheinland brachten (→ Römische Villa in Botzdorf, Bornheim) wurde er mit ersten Nachweisen aus dem 16. Jahrhundert erst wieder im Mittelalter vermehrt angebaut (→ Mittelalterliches Klimaoptimum). Die Nonnen des Annenklosters in Gielsdorf hatten bereits vor 1719 einen Spargelgarten, womit sie auch die Alfterer Herrschaft versorgten. Es gab in der Feudalzeit genügend Herrensitze in der Gegend, die als Abnehmer in Frage kamen (→  Burgen im Bezirk Köln). Die Nähe zu den Städten Köln und Bonn bot dazu Anreiz für einen intensiven Gemüseanbau (→ Thünensche Ringe). Die für die Region wichtige Obst- und Gemüseversteigerung im Bornheimer Ortsteil Roisdorf wurde im Jahr 1920 gegründet.

### Besonderheiten in der Vermarktung
Der Bornheimer Spargel wird nicht so tief gestochen und ist deshalb weniger holzig am unteren Ende. Er wird sofort durch Eiswasser gekühlt, in dem er längstens sechs Stunden verbleiben darf. Bei der Sortierung und Vermarktung müssen vorgegebene Qualitätsstandards eingehalten werden, zum Beispiel darf die Stangenlänge beim Bleichspargel und beim Grünspargel 22 cm nicht übersteigen, und sie darf nicht unter 16 cm liegen.

## Promotion
Die Genossenschaft kürt seit 2011 jedes Jahr mit Brühl zusammen eine Spargelkönigin und veranstaltet seit Jahren in Bornheim ein Spargelfest. 